# Mauricio Carrasco
Mauricio Nicolás Carrasco (Neuquén, Argentina, 24 de septiembre de 1987) es un futbolista profesional. Juega de delantero y su último equipo fue Gimnasia y Tiro.

## Trayectoria
Comenzó su carrera en el Estudiantes de La Plata, donde convirtió 2 goles en 6 partidos en su primera temporada. Su primer gol fue contra San Lorenzo en el día de su debut, el 1 de marzo de 2008. El segundo se lo marcó a Argentinos Juniors.
Luego, para tener mayor continuidad y mostrarse, fue cedido a Quilmes de la Primera B Nacional, donde hizo 9 goles en 35 partidos jugados y fue figura del equipo en varios partidos, formando una dupla de ataque con Ramón Lentini, un viejo conocido de su pasado por las divisiones inferiores en Estudiantes.
Aldosivi, también de la segunda categoría del fútbol argentino, fue su destino en la temporada 2011/12. Allí dejó una buena imagen, aportando mucho desde el banco de suplentes. Convirtió 7 goles en 31 partidos.
Sus mejores rendimientos los alcanzó alrededor del año 2012 cuando fue cedido a Patronato de la Juventud Católica de la Primera B Nacional, segunda división del Fútbol Argentino. Marcó 11 goles en 29 partidos. 
A mediados de 2013 volvió a ser prestado, pero esta vez a un grande de la Super Liga de Grecia, el Asteras Tripolis, donde se mantuvo un año convirtiendo 11 goles en 34 partidos. 
En 2014 volvió a Estudiantes de La Plata que era dirigido por Mauricio Pellegrino. Disputó 7 partidos a lo largo del Torneo de Transición 2014. 
Sin embargo, a principios de 2015 y  por falta de continuidad, emigró al rescindir su contrato con Estudiantes. Firmó esta vez con el Atromitos FC de Grecia. No pudo marcar goles en los 16 partidos que disputó a lo largo del primer semestre del 2015. 
A mediados de 2015 volvió a Argentina tras firmar contrato por un año con el Club Atlético Nueva Chicago de la Primera División. En su quinto partido, marcó su primer gol con Chicago en la victoria de su equipo frente a Huracán. Marcó 3 goles en 14 partidos aunque su equipo terminó descendiendo a la Primera B Nacional. Por falta de pago, ante la deuda que el club mantenía con él, rescindió su contrato y quedó en condición de jugador libre.
A principio de 2016, selló su regreso al Club Atlético Patronato de la Juventud Católica que había ascendido a la Primera División de Argentina y era conducido técnicamente por Rubén Forestello, quien lo había dirigido en Nueva Chicago.

## Clubes
| Club                     | País      | Año         | PJ | Goles |
| ------------------------ | --------- | ----------- | -- | ----- |
| Estudiantes de La Plata  | Argentina | 2008 - 2009 | 6  | 2     |
| Quilmes                  | Argentina | 2009 - 2010 | 35 | 9     |
| Aldosivi                 | Argentina | 2011 - 2012 | 33 | 7     |
| Patronato                | Argentina | 2012 - 2013 | 30 | 11    |
| Asteras Tripolis         | Grecia    | 2013 - 2014 | 36 | 11    |
| Estudiantes de La Plata  | Argentina | 2014        | 8  | 0     |
| Atromitos FC             | Grecia    | 2015        | 11 | 0     |
| Nueva Chicago            | Argentina | 2015        | 15 | 3     |
| Patronato                | Argentina | 2016 - 2018 | 19 | 3     |
| Boca Unidos              | Argentina | 2018        | 5  | 0     |
| Royal Pari               | Bolivia   | 2018-2019   | 9  | 2     |
| Brown de Adrogué         | Argentina | 2019-2020   | 6  | 0     |
| Gimnasia y Tiro de Salta | Argentina | 2021-2022   | 18 | 2     |